# Rivière Nicolet
Rivière Nicolet är ett vattendrag i Kanada.   Det ligger i provinsen Québec, i den sydöstra delen av landet, 250 km öster om huvudstaden Ottawa.
Runt Rivière Nicolet är det ganska tätbefolkat, med 100 invånare per kvadratkilometer.